# Bożeń
Bożeń – wieś w Polsce w województwie dolnośląskim, powiecie wołowskim, gminie Wołów.

## Podział administracyjny
W latach 1975–1998 miejscowość administracyjnie należała do województwa wrocławskiego.

## Położenie
Wieś jest położona w dolinie Praodry, w obniżeniu Wołowa, nad rzeką Jezierzycą.

## Historia
Pierwsze wzmianki o miejscowości sięgają epoki brązu tj. lat 900-700 p.n.e. Osada należała do państwa Mieszka I. W XIV wieku Bożeń trafił pod władanie króla czeskiego – Jana Luksemburskiego. Niemcy nazywali miejscowość Buschen, jednak w 1483 r. w dokumentach wymieniana jest jako Boschenn.
We wsi powstał młyn, wiatrak, rozkwitało rolnictwo. Mieszkańcy wolny czas spędzali w karczmie. W 1841 r. we wsi zorganizowano szkołę ewangelicką i zatrudniono nauczyciela. Około 1910 roku oddano w użytkowanie nowy budynek szkoły. W 1889 r. ukończono budowę drogi łączącą Wołów i Wińsko.

## Okres powojenny
Po II wojnie światowej miejscowość pod zmienioną nazwą Bożeń zaludnili Polacy. Podczas rządów komunistycznych powstał tu PGR specjalizujący się w hodowli bydła. Znacznie przyczynił się on do rozbudowy wsi, powstało 18 bloków mieszkalnych dla osób zatrudnionych w tutejszym zakładzie rolnym. Po roku 1995 zakład został wydzierżawiony prywatnej firmie zajmującej się produkcją mleka i produkcją roślinną.

## Krótki opis
We wsi znajduje się kościół pod wezwaniem świętego Józefa Oblubieńca Najświętszej Marii Panny, należący do parafii w Moczydlnicy Klasztornej, świetlica wiejska oraz sklep. Od roku 2005 odbywa się tu coroczny festyn, organizowany przez Wołowski Ośrodek Kultury.

## Demografia
W roku 1925 wieś zamieszkiwało 236 osób, z tego 222 ewangelików i 14 katolików. W 1939 r. cała wieś liczyła 210 osób. Według Narodowego Spisu Powszechnego (III 2011 r.) posiadała 406 mieszkańców. Jest szóstą co do wielkości miejscowością gminy Wołów.